# Jangalaharja
Jangalaharja is een bestuurslaag in het regentschap Ciamis van de provincie West-Java, Indonesië. Jangalaharja telt 1345 inwoners (volkstelling 2010).